# Hertug af Kent
Hertug af Kent er en britisk titel, der blev oprettet i 1710. Siden 1799 er titlen blevet tildelt prinser i det britiske kongehus. Titlen er knyttet til grevskabet Kent i det sydøstlige England.

## Oprindelse
I den angelsaksiske tid var Kent et kongedømme. I perioden 1020-1900 tilhørte titlen Jarl af Kent forskellige slægter. 
I 1465 blev Edmund Grey den første jarl fra slægten Grey. Henry Grey blev den tolvte og sidste jarl fra denne slægt. Han blev jarl i 1702, markis i 1706 og Hertug af Kent i 1710.
Den sidste jarl var Alfred, titulær Hertug af Edinburgh fra 1866. I 1893-1900 var han regerende hertug af Sachsen-Coburg og Gotha. Han var den næstældste søn af Victoria af Storbritannien og dattersøn af Edward Augustus (hertug af Kent og Strathearn). Han blev Jarl af Kent i 1866.  

## Hertuger af Kent
- 1710-1740: Henry Grey, 1. hertug af Kent, politiker og hofmand, Markis (markgreve) af Kent fra 1706, Jarl af Kent fra 1702, han var ikke kongelig.
- 1799-1820: Prins Edvard Augustus, hertug af Kent og Strathearn, fjerde søn af kong Georg 3. af Storbritannien, far til dronning Victoria af Storbritannien, morfar til den sidste Jarl af Kent.
- 1934-1942: Prins George,hertug af Kent, fjerde søn af Georg 5. af Storbritannien.
- 1942-nu: Prins Edward (hertug af Kent), søn prins George, hertug af Kent.